# KBS Life
KBS Life è un canale televisivo via cavo sudcoreano, proprietà di KBS N, una divisione della Korean Broadcasting System. È stato lanciato il 27 febbraio 2002.